# Larchwood
Larchwood est une ville du  comté de Lyon, en Iowa, aux États-Unis. Elle est fondée vers 1872 et incorporée le 6 janvier 1892.

## Source de la traduction
- (en) Cet article est partiellement ou en totalité issu de l’article de Wikipédia en anglais intitulé « Larchwood, Iowa » (voir la liste des auteurs).